# Scotinotylus castoris
Espèce
Synonymes
- Cheraira castoris Chamberlin, 1949

Scotinotylus castoris est une espèce d'araignées aranéomorphes de la famille des Linyphiidae.

## Distribution
Cette espèce est endémique d'Utah aux États-Unis,. Elle se rencontre dans le comté de Beaver.

## Description
Les femelles mesurent de 2,4 à 2,5 mm.

## Publication originale
- Chamberlin, 1949 : On some American spiders of the family Erigonidae. Annals of the Entomological Society of America, vol. 41, p. 483-562.